# Uniwersytet w Stuttgarcie
Uniwersytet w Stuttgarcie – uczelnia w Stuttgarcie istniejąca od 1829 roku.

## Historia
Uniwersytet w Stuttgarcie został założony w 1829 roku jako Vereinigte Real-und Gewerbeschule (Szkoła Realna i Handlowa) przez króla Wilhelma I. W 1862 roku zarząd nad szkołą przejęło Ministerstwo Edukacji. W 1876 roku szkoła otrzymała nazwę Politechnika (Polytechnikum), a w 1890 roku została przemianowana na Technische Hochschule Stuttgart. W 1900 roku uczelnia otrzymała prawo do nadawania stopnia doktora w dyscyplinach technicznych. Od 1 grudnia 1905 roku na uczelni mogły studiować kobiety. Podczas II wojny światowej budynki uczelni zostały zupełnie zniszczone.
Rozwój studiów w Technische Hochschule Stuttgart doprowadził w 1967 roku do zmiany nazwy na Universität Stuttgart. Wraz z tą zmianą nazwy pojawiły się nowe wydziały, takie jak historia nauki i technologii oraz nauki społeczne, a także rozszerzenie istniejących, takich jak historia i historia sztuki.
Od końca lat 50. XX wieku część uniwersytetu znajduje się na przedmieściach Stuttgartu w Vaihingen, gdzie przeniesiono wydziały techniczne (informatyka, inżynieria itp.), podczas gdy nauki humanistyczne, nauki społeczne, architektura itp. nadal mieszczą się w kampusie w centrum miasta.

## Wydziały
Od 2002 roku Uniwersytet ma następujące wydziały:
- Architektura i urbanistyka
- Inżynieria lądowa i środowiskowa
- Chemia
- Energia, proces i biotechnologia
- Informatyka, elektrotechnika i technologia informacyjna
- Inżynieria lotnicza i geodezja
- Projektowanie, produkcja i inżynieria pojazdów
- Matematyka i fizyka
- Wydział Filozoficzno-Historyczny
- Ekonomia i nauki społeczne

## Laureaci Nagrody Nobla związani z Uniwersytetem
- 1933: Erwin Schrödinger - fizyka
- 1967: Hans Bethe - fizyka
- 1985: Klaus von Klitzing - fizyka
- 1998: Horst Störmer - fizyka
- 2007: Gerhard Ertl - chemia